# Philipp Scheidemann
Philipp Scheidemann (Kassel, 1865. július 26. – Koppenhága, 1939. november 29.) német szociáldemokrata politikus. 1918. november 9-én a Reichstag erkélyéről kiáltotta ki a köztársasági államformát, melynek első (megbízott)  miniszterelnöke lett, Friedrich Ebert ideiglenes birodalmi kancellársága alatt.

## Élete
Philipp Scheidemann 1865. július 26-án született Kasselban. Újságíróként vállalt munkát és 1903-tól szociáldemokrata képviselő volt a Reichstagban. Az első világháborút illetően osztotta pártjának többségi véleményét, mely a háborúban való német részvételt támogatta, vagyis megszavazták a hadi hiteleket. Ezzel tényszerűen maga is hozzájárult a II. Internacionálé felbomlásához, a szociáldemokrácián belüli, később be nem gyógyuló hasadáshoz, a háborúellenes bázeli szociáldemokrata kongresszus (1912) határozatainak megtagadásához. E kongresszuson ugyanis az II. Internacionáléban részt vevő pártok az egész európai és orosz munkásság nevében kijelentették, hogy a háborús hiteleket nem fogják megszavazni, munkás nem fog harcolni munkás ellen. A továbbiakban a szociáldemokrácia a munkásmozgalom mérsékeltebb szárnyává vált, a radikális baloldal mind terjedőbben a kommunista nevet vette fel. A háború végéhez közeledve tárca nélküli miniszternek nevezték ki az utolsó császári kormányban, 1918 októberében. Ugyanezen hónap végén már követelte a wilsoni béke érdekében II.Vilmos lemondását, ami annál is fontosabb volt, hogy bolsevik típusú forradalom illetve polgárháború kitörésének elejét vegyék, időközben ugyanis a szociáldemokrata mozgalom egy radikális bal- és egy mérsékelt jobboldali részre szakadt. A császár végül lemondott, de a hír előbb jelent meg, mint ahogy azt a császár írásba adta volna, ami fokozta a zűrzavart. Ezután rövid időre Friedrich Ebert, jobboldali szociáldemokrata vezető lett a "megbízott" kancellár Miksa herceg felkérését elfogadva, de még mindig nem volt bizonyos, hogy Németországnak a császár lemondása után milyen is lesz az államformája. Időközben Berlin forrongott, a tömeg azonnali változást követelt. A tüntetések főleg a Reichstag épülete körül zajlottak. Ez idő alatt a politikusok egy parlamenti helyiségben vitatkoztak a teendőkről. Scheidemann, aki sejtette, hogy a radikális baloldal nem sokáig marad tétlen, és megérezte e növekvő feszültséget, a bizonytalankodó parlamenti politikusok közül – hirtelen ötlettől vezérelve kilépett az erkélyre és a figyelő tömeg előtt egyedüliként kikiáltotta a köztársaságot, mely által azonnal  lényegében visszavonhatatlanul eldőlt, hogy milyen is lesz a majdani Németország államformája. A kollégái számára is váratlan akcióval kissé (két órával) megelőzte a kommunista Karl Liebknechtet (USDP), aki két órával később szintén kikiáltotta a köztársaságot, de ezt szocialista köztársaságként nevezte meg. Scheidemann társait kényszerhelyzetbe hozta, mert a  jobboldali szociáldemokratáknak nem lett volna túlságosan ellenére a polgári demokratikus alkotmányos monarchia eszméjének támogatása egy alkotmányozó nemzetgyűlés összehívása után, (Bár azt senki nem tudta, hogy ki is lehetne az uralkodó, mert erre igazi vállalkozó nem volt.) Scheidemann történelmi jelentőségű improvizációja nem tekinthető egy politikus önkényes – talajtalan – ötletének, mivel adott pillanatban ez volt polgári közép, balközép szempontból a legelőnyösebb megoldás és a jelenlévő, lázadásra kész tömegeket is kielégítette. Az az állítás, hogy Scheidemann magát a Weimari Köztársaságot kiáltotta ki, erős túlzásnak tekinthető, mert a Weimari Köztársaságról csak a kormányszervek Weimarba való költözése valamint a vonatkozó alkotmány létrejötte és megszavazása után beszélhetünk, amikor Scheidemann már sokkal alacsonyabb szinten politizált. Megjegyzendő: Németország nevében a "weimari" hivatalosan soha nem szerepelt, az ország neve Hitlerig Német Köztársaság volt. A köztársasági államforma megváltozása a baloldali zavargások, pontosabban a fenyegető polgárháború következtében a császár lemondása után szinte azonnal visszafordíthatatlanná vált, tehát fel sem merülhetett valamiféle monarchikus berendezkedés restaurálása, amihez kellett az is, hogy a hadsereg a kérdésben a lényeget tekintve semleges maradt, illetve küszöbön álltak az Antanttal való béketárgyalások. (Nem szabad elfelejteni, hogy éppen Hindenburg volt az, aki a végső vereség előtti pillanatokban javasolta a császárnak a lemondást és a menekülést.) A hadsereggel kapcsolat megemlíthető még, hogy a semlegességen túl jelentős számú katona, matróz a radikális baloldalhoz húzott és kész volt a kommunista felkelésben részt venni.
A nemzetgyűlési választásokra 1919. január közepén került sor hatalmas érdeklődés (86%-os részvétel) mellett. Ennek következtében a szociáldemokrata Friedrich Ebert lett az ideiglenes birodalmi elnök, aki – mi sem természetesebb – a Szociáldemokrata Párt társelnökét, Scheidemannt bízta meg a kormányalakítással. A szélsőbal ezzel tulajdonképpen vereséget szenvedett, de ezáltal még inkább radikalizálódott. Adott pillanatban reményeik nem voltak teljesen légből kapottak. Amennyire a nép egy részét ösztönözte az orosz bolsevik forradalom, annyira riasztó volt a másik rész (a többség) számára mindaz, ami 1917. november 7. után történt Oroszországban a bolsevik vezetés alatt, gondolhatunk itt a földek, a gyárak és a bankok köztulajdonba vételére és a polgári hatalmi struktúra teljes lerombolására. (Lenin a munkásosztály prominens árulójának tekintette Scheidemannt a háború támogatásáért, a kormányba való belépésért, és azért is, mert Scheidemann semmiképpen nem óhajtotta a proletárdiktatúra bevezetését Németországban)  Kis idő múltán a Scheidemann-féle koalíciós kormány, melyben a mérsékelt baloldal illetve a nemzeti-polgári erők egyesültek, megkezdte működését, de a működés alapjában véve eredménytelen volt a rendkívül zavaros belpolitikai helyzet miatt.  Az Ebert-Scheidemann kormány un. működésének része volt, hogy a radikális baloldal mozgalmait, melyben jelentős számban részt vett a munkásság és a katonaság, a matrózok egy része, és amely mozgalmak komolyabb társadalmi átalakulást, a tulajdon társadalmasítását, politikai forradalmat képzelték el (ld. fentebb), véresen leverték, számos baloldali vezetőt meggyilkoltak. Így a szociáldemokrata kormány működése alatt ölték meg Karl Liebknechtet és Rosa Luxemburgot. Elmondható, hogy a szociáldemokraták és a kommunisták közötti ádáz gyűlölködés, a casus belli valahol itt vált véglegessé.
Scheidemann nem akart részt venni a meginduló Versailles-i béketárgyalások "adminisztrálásában" és 1919 júniusában lemondott, lemondásának okai között természetesen számításba kell venni, hogy Eduárd Bernstein a mérsékelt szociáldemokraták legtekintélyesebb ideológusa Scheidemannt gyávasággal vádolta és felelőssé tette a Versailles kapcsán támadt hatalmas nacionalista ellenmozgalom kialakulásáért. Tudniillik Scheidemannak módjában lett volna nyilvánosságra hozni a németek háborús felelősségét bizonyító titkos belső dokumentumokat, de ezt nem tette. Bernstein szerint, ha a német nép tud ezekről a szomorú tényekről, akkor sokkal kisebb lett volna a felháborodás Versailles miatt. Túl ezen a szociáldemokrácián belül heves vita támadt, hogy tényleg meg kellett-e szavazni a háborús hiteleket. Scheidemann lemondása tehát számos okra vezethető vissza és jelzésértékű a szociáldemokrácia válságát tekintve.
Később  Kassel polgármestere lett, és ebben a hivatalában maradt 1920 és 1925 között. Scheidemann fenntartotta tiltakozását a kormány, a katonák valamint a reakciós pártok  közeledési kísérletei ellen. 1922-ben túlélt egy jobboldalról érkező merényletkísérletet. 1933-ban, a Hitler vezette Nemzetiszocialista Német Munkáspárt (NSDAP) hatalomra jutásakor elhagyta az országot. 1939. november 29-én hunyt el Koppenhágában.